# Syberyjski Uniwersytet Federalny
Syberyjski Uniwersytet Federalny (ros. Сибирский федеральный университет) – rosyjska uczelnia publiczna w Krasnojarsku.
4 listopada 2006 rosyjski premier Michaił Fradkow podpisał rozporządzenie o przemianowaniu Krasnojarskiego Uniwersytetu Państwowego na „Syberyjski Uniwersytet Federalny” i dołączenie do niego: Krasnojarskiej Państwowej Akademii Architektury i Budownictwa, Krasnojarskiego Państwowego Uniwersytetu Technicznego oraz Państwowego Uniwersytetu Metali Kolorowych i Złota. Utworzono w ten sposób pierwszy federalny uniwersytet w Rosji, jeden z dziesięciu.